# The Last Lullaby (singolo)
The Last Lullaby è un singolo del gruppo musicale britannico Haken, pubblicato il 21 giugno 2023 come quinto estratto dal settimo album in studio Fauna.

## Descrizione
Il brano è stato originariamente pubblicato come bonus track dell'edizione giapponese dell'album distribuita unicamente su CD e rappresenta una rivisitazione in chiave elettronica di Eyes of Ebony realizzata dal tastierista Peter Jones in appena 48 ore, curando ogni fase della sua realizzazione dalla produzione fino al mastering. Riguardo al lavoro svolto da Jones, il gruppo ha dichiarato:

## Tracce
1. The Last Lullaby – 3:13

## Formazione
Hanno partecipato alle registrazioni, secondo le note di copertina di Fauna:
Gruppo
- Conner Green – basso
- Charlie Griffiths – chitarra
- Raymond Hearne – batteria
- Richard Henshall – chitarra
- Ross Jennings – voce
- Peter Jones – tastiera

Produzione
- Peter Jones – produzione, missaggio, mastering